# Vattetot-sur-Mer
Vattetot-sur-Mer ist eine französische Gemeinde mit 326 Einwohnern (Stand: 1. Januar 2022) im Département Seine-Maritime in der Region Normandie. Sie gehört zum Arrondissement Le Havre und zum Kanton Fécamp.

## Geographie
Vattetot-sur-Mer liegt im Pays de Caux an der Alabasterküste zum Ärmelkanal. Umgeben wird Vattetot-sur-Mer von den Nachbargemeinden Saint-Léonard im Osten und Nordosten sowie Les Loges im Süden und Westen. 

## Bevölkerungsentwicklung
| Jahr                      | 1962 | 1968 | 1975 | 1982 | 1990 | 1999 | 2006 | 2012 |
| Einwohner                 | 326  | 254  | 234  | 239  | 258  | 253  | 301  | 326  |
| Quelle: Cassini und INSEE |      |      |      |      |      |      |      |      |

## Sehenswürdigkeiten

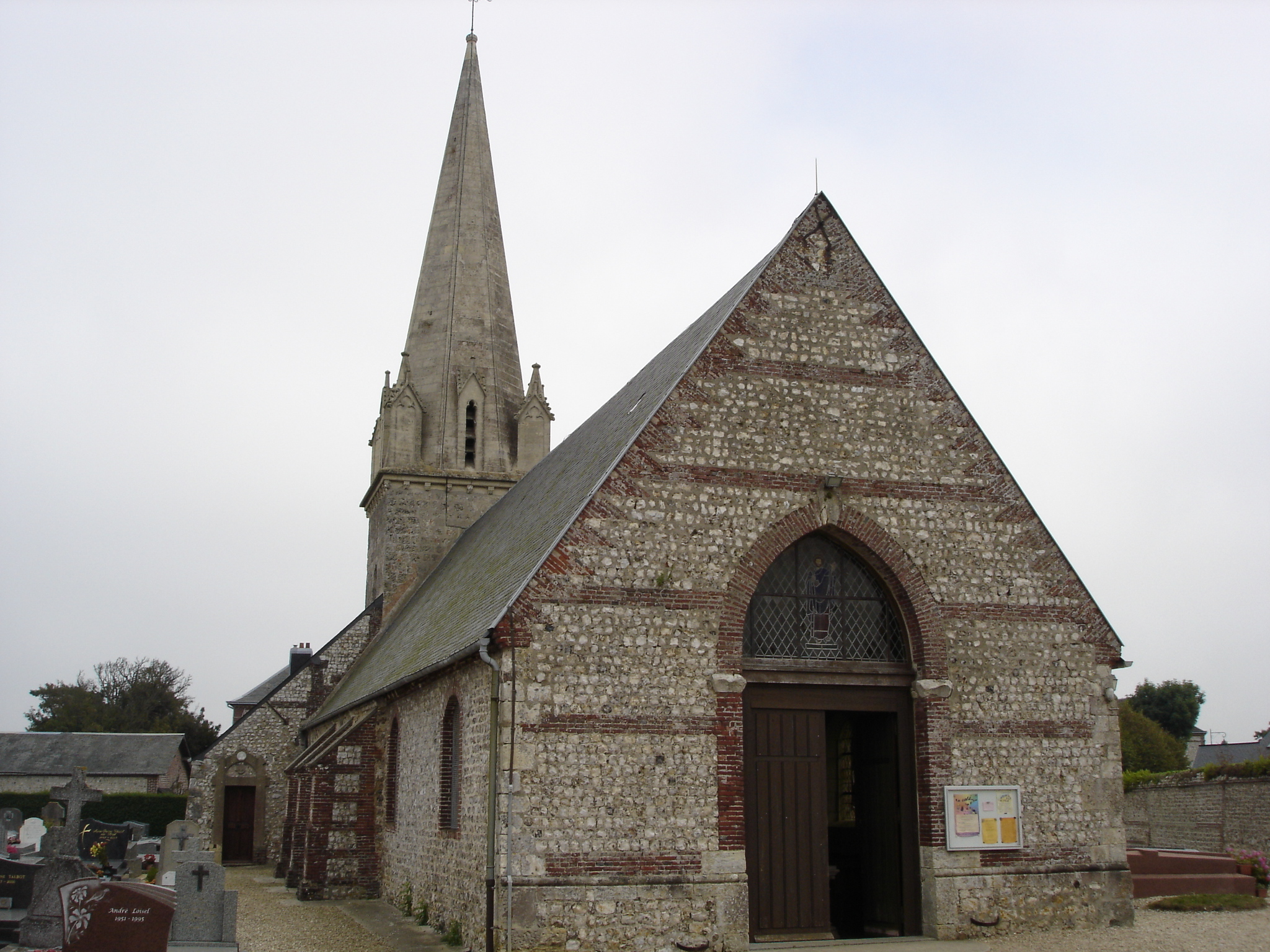
Kirche Saint-Pierre

- Kirche Saint-Pierre aus dem 12. Jahrhundert
- alte anglonormannische Siedlung Vaucottes